# Miss Violence (Señorita Violencia)
Miss Violence o Señorita Violencia en español, es una película de suspenso psicológico de origen griego de 2013 dirigida y escrita por Alexandros Avranas . La trama gira en torno a una familia cuya joven nieta se suicidó misteriosamente. La película fue nominada tras su estreno a 8 premios de la Academia de Cine Helénica, siendo así la ganadora de: Mejor Actor (Themis Panou) y Mejor Actriz de Reparto (Renni Pittaki). También ganó el Caballo de Aluminio al Mejor Guion en el Festival Internacional de Cine de Estocolmo .

## Trama
En su cumpleaños número once, Angeliki se suicida sorprendentemente saltando del balcón del apartamento de su familia. Este fatídico incidente afecta profundamente a la familia de Angeliki, compuesta por sus abuelos, los denominados Padre y Madre anónimos, su hija mayor Eleni quien es la madre de Angeliki, su hija menor, Myrto; y los otros dos hijos de Eleni, Philippos y Alkmini. La policía empieza a investigar y pregunta si Angeliki pudo haber sufrido un trauma doméstico, pero la familia afirma que su muerte fue un trágico accidente.
A pesar de su comportamiento conocidos públicamente por ser modesto, los niños en general se comportan de manera incómoda en presencia del Padre, quien aparentemente está intentando volver a la normalidad con la familia después del incidente del suicidio. El Padre es aparentemente amigable con sus vecinos, colegas y conocidos, ocultando sus opiniones agresivas, abusivas, opresivas y misóginas hacia sus hijos y nietos en casa. La  familia no tiene permitido negarse o refutar las instrucciones del Padre, tampoco pueden mostrar emociones como la tristeza; Eleni es castigada por su padre por llorar en secreto a su hija. Mientras tanto, por miedo a las represalias y la ira de su marido, la Madre se confabula con él y sigue sus órdenes. Así mismo, el Padre humilla a Philippos por causar problemas en la escuela y ser demostrar según el ser inferior en inteligencia a su hermana Alkmini. Myrto, por otro lado, intenta comunicarse con su maestra pero no tiene éxito en dicha situación.
Se revela más tarde que el Padre obliga a Eleni y Myrto a incursionar en la prostitución a cambio de dinero, también se hace evidente que el Padre se une regularmente a esta prácticas y viola a sus propias hijas. Las duras pruebas de las experiencia desagradables y prolongadas de Eleni dieron como resultado tres hijos, mientras que se da a entender que Myrto también es el hijo de Eleni, concebido con su padre. Myrto afronta los abusos autolesionándose, algo que su madre en complicidad encubre. Se revela que Myrto le contó a Angeliki que ella y Eleni fueron vendidas por primera vez para tener sexo por su padre cuando cumplieron once años, es la edad que según su patriarca se considera apropiada para el comienzo de la violencia sexual hacia ellas; esto llevó a Angeliki a quitarse la vida para evitar su destino.
El Padre acompaña a Eleni a un ginecólogo, y allí se confirma que está embarazada nuevamente; Eleni se niega firmemente a revelar quién es el padre del bebé. Más tarde, el Padre recoge a Myrto de la escuela, después de eso, hay dos clientes que pagan y se la llevan para violarla en grupo, antes de que su padre también la viole. Más tarde, Alkmini también es vendida por su abuelo a un pedófilo para tener sexo con ella. Después de ver a su nieta traumatizada recurré a Eleni en busca de consuelo, la Madre después de esos hechos, mata a su marido en la cama.
Al día siguiente, Eleni descubre al Padre muerto y comienza a alegrarse y siente regocijo por su libertad. Sin embargo, una vez que entra en la cocina, ve a Myrto, Philippos y Alkmini formando fila en orden y callados frente a la Madre, que ha asumido el control de la familia y el abuso, ya que, su marido está muerto. La Madre inmediatamente le ordena a Eleni que cierre la puerta y Eleni obedece.

## Elenco
- Themis Panou como el Padre
- Reni Pittaki como la Madre
- Eleni Roussinou como Eleni
- Sissy Toumasi como Myrto
- Maria Skoula como mujer de bienestar social
- Constantinos Atanasiades como Philippos
- Kalliopi Zontanou como Alkmini
- Chloe Bolota como Angeliki
- Rafika Chawishe como funcionaria del estado civil

## Recepción
Miss Violence participó en la edición del 70.º Festival Internacional de Cine de Venecia.   Alexandros Avranas ganó el León de Plata como Mejor Director y el actor Themis Panou ganó la Copa Volpi como Mejor Actor.   También, la cinta se mostró en el Festival de Cine de Toronto de 2013 . Es una película bajo el sello de Faliro House Productions y Plays2place Productions.

### Respuesta crítica
La película recibió críticas mayormente positivas y fue seleccionada para el premio Fedeora a la mejor película de la región mediterránea. En Rotten Tomatoes, Miss Violence tiene actualmente un índice de aprobación del 81%, con una puntuación promedio ponderada de 6,10. El sitio web alberga 21 reseñas de críticos internacionales sobre la cinta. 